# Хупер-Перру, Джейн
Джейн Ху́пер-Перру́ (англ. Jane Hooper Perroud, урожд. Джейн Ху́пер, англ. Jane Hooper) — канадская кёрлингистка.
Играет на позиции первого.

## Достижения
- Чемпионат мира по кёрлингу среди женщин: золото (1996).
- Чемпионат Канады по кёрлингу среди женщин: золото (1996).
- Чемпионат Канады по кёрлингу среди ветеранов: серебро (2019), бронза (2014, 2018).
- Команда всех звёзд (англ. All-Star Team) чемпионата Канады среди женщин: 1997 (1-я команда, позиция «первого»)[3].

## Команды
| Сезон   | Четвёртый       | Третий               | Второй            | Первый            | Запасной                           | Турниры             |
| ------- | --------------- | -------------------- | ----------------- | ----------------- | ---------------------------------- | ------------------- |
| 1995—96 | Мэрилин Бодо    | Ким Геллард          | Кори Беверидж     | Джейн Хупер-Перру | Лиза Сэвидж                        | ЧК 1996 · ЧМ 1996   |
| 1996—97 | Мэрилин Бодо    | Ким Геллард          | Кори Беверидж     | Джейн Хупер-Перру | Лиза Сэвидж тренер: Mary Gellard   | ЧК 1997 (8 место)   |
| 1997—98 | Мэрилин Бодо    | Ким Геллард          | Кори Беверидж     | Джейн Хупер-Перру |                                    | КООК 1997 (6 место) |
| 2013—14 | Мэрилин Бодо    | Kathy Chittley-Young | Colleen Madonia   | Джейн Хупер-Перру |                                    | ЧКВ 2014            |
| 2014—15 | Мэрилин Бодо    | Colleen Madonia      | Джейн Хупер-Перру | ?                 |                                    |                     |
| 2015—16 | Мэрилин Бодо    | Colleen Madonia      | Christine Loube   | Джейн Хупер-Перру |                                    |                     |
| 2017—18 | Colleen Madonia | Karri-Lee Grant      | Christine Loube   | Джейн Хупер-Перру | тренер: Larry Snow                 | ЧКВ 2018            |
| 2018—19 | Шерри Мидо      | Karri-Lee Grant      | Christine Loube   | Джейн Хупер-Перру | Colleen Madonia тренер: Larry Snow | ЧКВ 2019            |

(скипы выделены полужирным шрифтом)

## Частная жизнь
Замужем за кёрлингистом Пэтом Перру, двукратным чемпионом мира среди мужчин (1985, 1990), двукратным чемпионом Канады (1985, 1990).